# Vụ hỏa hoạn Ürümqi năm 2022
Vụ hỏa hoạn Ürümqi năm 2022 hoặc Vụ hỏa hoạn ở Tân Cương 2022 là vụ hỏa hoạn xảy ra tại một khu chung cư cao tầng ở Ürümqi, Tân Cương, Trung Quốc vào ngày 24 tháng 11 năm 2022. 10 người đã thiệt mạng và 9 người khác bị thương. Các nhà báo đã đặt ra câu hỏi khi việc thực thi nghiêm ngặt chính sách Zero-COVID của Trung Quốc có nghĩa người dân không thể rời khỏi nhà hoặc can thiệp vào nỗ lực của lính cứu hỏa, một tuyên bố mà chính quyền đã bác bỏ. Một tuần trước đó, một vụ cháy nhà máy lớn ở An Dương đã khiến 38 người thiệt mạng. Vụ hỏa hoạn này được các nhà quan sát coi là nguyên nhân gây ra cuộc biểu tình ở một số thành phố lớn khắp Trung Quốc trong những ngày sau đó, với mục đích là chấm dứt chính sách Zero-COVID.

## Bối cảnh
Ürümqi là thủ phủ của Tân Cương, nơi sinh sống của người Duy Ngô Nhĩ. Theo tờ Tân Cương Nhật báo địa phương, tiểu khu Cát Tường Uyển (tiếng Trung: 吉祥苑小区), nơi xảy ra vụ hỏa hoạn, không có đủ đường cho xe cứu hỏa đi qua. Lối đi cứu hộ quan trọng đã bị chặn bởi hàng rào và cọc để thực hiện các biện pháp kiểm soát đám đông và truy vết người tiếp xúc COVID-19. Kể từ tháng 8 năm 2022, COVID-19 đã lan rộng ra nhiều vùng của Tân Cương. Chính quyền địa phương đã xây dựng một số chính sách phòng chống dịch bệnh để đáp ứng, chẳng hạn như phong tỏa và xét nghiệm bắt buộc. Trước khi xảy ra hỏa hoạn, khu vực Cát Tường Uyển được chỉ định là "khu vực có rủi ro thấp" và người dân có thể ra ngoài từ một đến hai giờ mỗi ngày trong khi phải ở nhà trong thời gian còn lại. Không rõ liệu mọi người có được phép rời khỏi khu nhà của họ hay không.

## Hỏa hoạn
Vào ngày 24 tháng 11 năm 2022, khoảng 19:49 (11:49 sáng theo giờ GMT) đám cháy đã bùng phát ở tầng 15 ở một tòa chung cư cao 21 tầng – theo điều tra ban đầu, từ đường dây điện trong phòng ngủ – và lan lên tầng 17, theo nhiều nguồn tin từ chính phủ nước này đưa tin. Các quan chức tin rằng một cách cửa chống cháy trên tầng 15 đã bị bỏ ngỏ, khiến ngọn lửa lan rộng. Đoạn video được đăng trên mạng xã hội cho thấy xe cứu hỏa không thể tiếp cận tòa nhà và nước từ xe không thể tiếp cận. Các video đăng tải khác được cho là đã ghi lại tiếng la hét của những người mắc kẹt trong đám cháy.
Theo điều tra, ngọn lửa bắt nguồn từ tòa nhà cộng đồng Cát Tường Uyển 8, căn 2, phòng 1502. Vào thời điểm xảy ra sự cố, cư dân Ayshem Memeteli (tiếng Trung: 阿依仙木·買買提艾力) đang xông hơi trong phòng tắm thì bị ngắt cầu dao. Sau khi Ayshem kéo lại cầu dao thì con gái cô thấy có tia lửa điện phát ra từ ổ cắm. Sau một số nỗ lực chữa cháy với nhân viên cộng đồng Đặng Minh Tinh (tiếng Trung: 鄧明星) và những người hàng xóm từ tầng 14, ngọn lửa đang lan rộng ngoài tầm kiểm soát. Họ đã thông báo cho sở cứu hỏa 119 và sơ tán xuống tầng trệt. Trong lúc vụ cháy diễn ra, lực lượng phòng chống dịch đã không thể phá rào, đường chắn kịp thời. Cùng lúc đó, những chiếc xe ô tô đậu khu vực cộng đồng Cát Tường Uyển đã chặn xe cứu hỏa. Ngọn lửa được dập tắt 3 giờ sau đó, khoảng 22:35 (2:35 chiều GMT), tử vong 10 người, trong đó có một đứa trẻ 3 tuổi và 9 người khác bị thương, theo các nhà chức trách.

## Hậu quả
Sau vụ hỏa hoạn, các buổi cầu nguyện và biểu tình đã được diễn ra ở Tân Cương, Thượng Hải, Nam Kinh và Bắc Kinh, chỉ trích chính sách Zero-COVID của chính phủ Trung Quốc, với một số lời kêu gọi lãnh đạo Đảng Cộng sản Trung Quốc Tập Cận Bình từ chức. Công chúng đã chỉ trích luật phòng chống dịch bệnh quá mức của chính phủ và họ nghi ngờ nó đã ngăn cản lực lượng cứu hỏa đến hiện trường.
Tại khu Tô giới Pháp trước đây ở Thượng Hải, những người biểu tình đã để tang các nạn nhân. Họ kêu gọi chấm dứt chính sách Zero-COVID.
Tại Bắc Kinh và Nam Kinh, những người biểu tình đã giơ cao những mảnh giấy trắng để bày tỏ lòng tiếc thương đối với các nạn nhân vụ hỏa hoạn cũng như chỉ trích sự kiểm soát của chính phủ. Các cuộc biểu tình cũng xảy ra tại các trường đại học và cao đẳng như Đại học Thanh Hoa, Đại học Bắc Kinh và Đại học Trung Sơn.

## Phản ứng

### Chính quyền địa phương
Thị trưởng của Ürümqi Memtimin Qadir đã gửi lời xin lỗi tới người dân thành phố vào tối ngày 25 tháng 11 và hứa hẹn sẽ điều tra vụ việc.
Li Wensheng, người đứng đầu Sở cứu hỏa thành phố Ürümqi, nói rằng khả năng tự cứu lấy mình của người dân là "quá yếu" và họ đã "không thể thoát ra ngoài kịp thời". Nhà nghiên cứu chính trị Dali Yang từ Đại học Chicago nói rằng nhận xét của chính quyền về việc người dân có thể đi xuống cầu thang và giải thoát cho mình càng làm gia tăng thêm sự tức giận của nhân dân vì nó được coi là việc đổ hết mọi lỗi cho nạn nhân.

### Cộng đồng người Duy Ngô Nhĩ di cư
Tahir Imin, học giả người Duy Ngô Nhĩ tại Washington nói với tờ The New York Times rằng phản ứng của sở cứu hỏa thật khủng khiếp và đám cháy không được kiểm soát trong ba giờ mặc dù có sẵn phương tiện và thiết bị.
Abdulhafiz Maimaitimin, một người Duy Ngô Nhĩ lưu vong sống ở Thụy Sĩ, nói với các nhà báo rằng dì của anh ấy là Qemernisa Abdurahman (còn được phiên âm là Haiernishahan Abdureheman) và bốn thành viên gia đình ở Trung Quốc đã không được giải cứu kịp thời do sống trong khu dân cư có đa số người Duy Ngô Nhĩ Họ cũng nêu lên mối lo ngại cho rằng số lượng nạn nhân không được các quan chức Trung Quốc báo cáo đầy đủ.